# Referéndum constitucional de Tailandia de 2016
El  referéndum constitucional en Tailandia de 2016 se celebró el 7 de agosto. El texto ofrecía un régimen híbrido que endurecía enormemente el gobierno militar en Tailandia. Pese a ello, fue aprobado por el 61% de los votantes con una participación del 59%. También se aprobó una segunda propuesta para que el próximo Primer Ministro sea elegido de manera indirecta por los senadores y parlamentarios de manera conjunta. 
Aunque el gobierno militar hizo una activa campaña para la aprobación del nuevo texto constitucional; a los grupos políticos que se oponían al texto se les prohibió llevar a cabo una campaña formal.

## Trasfondo
El estado democrático de Tailandia estaba puesto en entredicho de manera interna por parte de la población así como en el ámbito internacional desde el último golpe de Estado y el subsiguiente gobierno militar impuesto bajo el liderazgo de Prayut Chan-o-cha, quien promovió una constitución interina que no gustó en el país.

### Redacción del texto
La principal diferencia entre el nuevo texto constitucional de 2016 y el texto de 2007 es que el Senado se convertiría en una cámara totalmente designada en lugar de una parcialmente elegida durante el "período de transición" de 5 años estipulado en la Carta Magna. Esto fue visto como un movimiento por el Consejo Nacional para la Paz y el Orden (NCPO) para mantener la influencia una vez que haya dejado el cargo, ya que tendrá derecho a nombrar a los 250 miembros de la Cámara Alta. Al Senado también se le otorgaría poder de veto sobre la Cámara de Representantes sobre enmiendas a la constitución, y se le permitirá nombrar un Primer Ministro desde ajeno a ambas cámaras.

### Controversia
El NCPO prohibió las críticas al proyecto de constitución y prohibió los observadores internacionales en el referéndum. Los activistas contra el documento fueron arrestados, detenidos y procesados en tribunales militares, mientras que los votantes que expresaron su intención de votar en contra del borrador también fueron arrestados y procesados por el régimen militar.
El Comité de Redacción Constitucional programó la capacitación de 350 000 encuestadores para hacer campaña a favor de la constitución, aproximadamente cuatro por aldea.

## Preguntas
Las dos preguntas que se formulaban en el referéndum eran las siguientes:

1) ¿Usted aprueba o desaprueba el texto constitucional?
2) ¿Aprueba usted que, de acuerdo a contribuir la continuidad reformista del país aprobada en el plan estratégico nacional, esté estipulado en las Disposiciones Transitorias Provisionales de la Constitución del Reino de Tailandia que, por una duración de 5 años desde la constitución de la Asamblea Nacional bajo esta Constitución: Los parlamentarios de las dos cámaras de la Asamblea Nacional puedan aprobar convenientemente un Primer Ministro?
Referéndum constitucional de Tailandia de 2016

## Resultados
La participación en la votación fue del 59 % de los electores. La votación fue rechazada por una ligera diferencia en la región de Isan y más contundentemente en las tres provincias del sur, de mayoría musulmana. El campo 'Sí' representó el 61,4 por ciento de la participación electoral, mientras que la facción 'No' solo obtuvo el 38,6 por ciento, con el 94 por ciento de los votos escrutados al día siguiente.
La BBC informó que hay muchas razones para arrojar este resultado, incluida la represión por hacer campaña en contra y criticar la nueva Constitución, ya que solo unas pocas personas vieron una copia. Los redactores argumentaron que abordará la corrupción política y ayudará a reformar el país. Algunos confiaron en la junta militar. Muchos votantes estaban cansados de una crisis política interminable y vieron la nueva Carta Magna como un camino de regreso a la normalidad y a la estabilidad.
|  | 61.35 % |

|  | 38.65 % |

|  | 58.07 % |

|  | 41.93 % |

|  | 97.27 % |

|  | 59.4 % |

|  | 40.6 % |

### Por provincia
| Provincia              | Consulta constitucional | Consulta constitucional | Consulta constitucional | Consulta constitucional | Elección del Primer Ministro | Elección del Primer Ministro | Elección del Primer Ministro | Elección del Primer Ministro | Nulos/ En blanco | Total      | Votantes inscritos | Participación |
| Provincia              | A Favor                 | A Favor                 | En Contra               | En Contra               | A Favor                      | A Favor                      | En Contra                    | En Contra                    | Nulos/ En blanco | Total      | Votantes inscritos | Participación |
| Provincia              | Votos                   | %                       | Votos                   | %                       | Votos                        | %                            | Votos                        | %                            | Nulos/ En blanco | Total      | Votantes inscritos | Participación |
| ---------------------- | ----------------------- | ----------------------- | ----------------------- | ----------------------- | ---------------------------- | ---------------------------- | ---------------------------- | ---------------------------- | ---------------- | ---------- | ------------------ | ------------- |
| Ang Thong              | 70 958                  | 58,84                   | 49 641                  | 41,16                   | 63 378                       | 55,74                        | 50 328                       | 44,26                        | 4 914            | 131 503    | 225 231            | 58,39         |
| Ayutthaya              | 216 278                 | 60,57                   | 140 804                 | 39,43                   | 195 627                      | 57,40                        | 145 178                      | 42,60                        | 14 380           | 387 429    | 632 905            | 61,22         |
| Bangkok                | 1 585 533               | 69,22                   | 705 195                 | 30,78                   | 1 482 723                    | 65,57                        | 778 724                      | 34,43                        | 36 362           | 2 370 477  | 4 450 224          | 53,27         |
| Chai Nat               | 93 967                  | 64,05                   | 52 738                  | 35,95                   | 82 999                       | 60,55                        | 54 078                       | 39,45                        | 6 372            | 161 692    | 265 183            | 60,97         |
| Chachoengsao           | 204 136                 | 68,79                   | 92 616                  | 31,21                   | 185 922                      | 65,85                        | 96 441                       | 34,15                        | 10 494           | 321 981    | 540 441            | 59,58         |
| Chanthaburi            | 176 029                 | 74,74                   | 59 485                  | 25,26                   | 161 171                      | 71,42                        | 64 492                       | 28,58                        | 7 918            | 253 531    | 412 681            | 61,44         |
| Chonburi               | 430 361                 | 76,45                   | 132 554                 | 23,55                   | 401 957                      | 73,46                        | 145 215                      | 26,54                        | 14 888           | 595 684    | 1 094 654          | 54,42         |
| Kanchanaburi           | 226 825                 | 68,71                   | 103 288                 | 31,29                   | 203 496                      | 64,98                        | 109 683                      | 35,02                        | 13 171           | 360 497    | 617 725            | 58,36         |
| Lopburi                | 205 619                 | 64,22                   | 114 528                 | 35,78                   | 183 274                      | 61,24                        | 116 014                      | 38,76                        | 13 533           | 350 872    | 593 479            | 59,12         |
| Rayong                 | 221 196                 | 78,68                   | 59 932                  | 21,32                   | 203 825                      | 75,10                        | 67 584                       | 24,90                        | 7 569            | 298 788    | 515 669            | 57,94         |
| Ratchaburi             | 291 475                 | 75,38                   | 95 214                  | 24,62                   | 264 298                      | 71,97                        | 102 912                      | 28,03                        | 15 335           | 419 344    | 663 872            | 63,17         |
| Nakhon Nayok           | 76 566                  | 70,63                   | 31 839                  | 29,37                   | 68 835                       | 67.42                        | 33 271                       | 32,58                        | 4 179            | 118 267    | 203 240            | 58,19         |
| Nakhon Pathom          | 271 394                 | 68,64                   | 124 018                 | 31,36                   | 248 400                      | 65,40                        | 131 410                      | 34,60                        | 13 869           | 425 499    | 704 734            | 60,37         |
| Nonthaburi             | 343 771                 | 67,37                   | 166 490                 | 32,63                   | 318 607                      | 63,80                        | 180 797                      | 36,20                        | 10 629           | 532 690    | 946 384            | 56,29         |
| Pathum Thani           | 278 265                 | 62,93                   | 163 918                 | 37,07                   | 256 930                      | 59,61                        | 174 086                      | 40,39                        | 11 518           | 467 712    | 845 403            | 55,32         |
| Prachuap Khiri Khan    | 186 361                 | 82,93                   | 38 355                  | 17,07                   | 174 575                      | 80,18                        | 43 141                       | 19,82                        | 6 877            | 239 154    | 403 306            | 59,30         |
| Prachinburi            | 148 567                 | 69,01                   | 66 701                  | 30,99                   | 133 652                      | 65,72                        | 69 701                       | 34,28                        | 7 140            | 232 939    | 371 221            | 62,75         |
| Sa Kaeo                | 156 955                 | 71,16                   | 63 617                  | 28,84                   | 140 689                      | 67,69                        | 67 155                       | 32,31                        | 7 289            | 239 070    | 416 866            | 57,35         |
| Saraburi               | 193 686                 | 63,27                   | 94 224                  | 36,73                   | 176 085                      | 64,42                        | 97 241                       | 35,58                        | 12 012           | 314 015    | 490 059            | 64,08         |
| Samut Prakan           | 318 571                 | 65,50                   | 167 798                 | 34,50                   | 294 355                      | 62,15                        | 179 280                      | 37,85                        | 12 353           | 513 725    | 987 597            | 52,02         |
| Samut Sakhon           | 152 465                 | 72,05                   | 59 159                  | 27,95                   | 140 901                      | 68,83                        | 63 806                       | 31,17                        | 7 031            | 226 285    | 405 571            | 55,79         |
| Samut Songkhram        | 62 948                  | 77,40                   | 18 385                  | 22,60                   | 57 810                       | 74,10                        | 20 210                       | 25,90                        | 3 277            | 88 744     | 156 066            | 56,86         |
| Sing Buri              | 56 446                  | 58,62                   | 39 840                  | 41,38                   | 50 510                       | 55,59                        | 40 359                       | 44,41                        | 12 012           | 314 015    | 490 059            | 64,08         |
| Suphan Buri            | 223 114                 | 60,81                   | 143 798                 | 39,19                   | 198 547                      | 57,47                        | 146 937                      | 42,53                        | 14 294           | 400 013    | 668 904            | 59,80         |
| Trat                   | 72 469                  | 79,41                   | 18 790                  | 20,59                   | 66 245                       | 75,73                        | 21 229                       | 24,27                        | 3 019            | 98 585     | 169 004            | 58,33         |
| Tailandia Central      | 6 551 370               | 69,43                   | 2 883 907               | 30,57                   | 6 017 608                    | 66,09                        | 3 087 165                    | 33,91                        | 274 800          | 10 050 982 | 17 580 470         | 57,17         |
| Chumphon               | 208 068                 | 90,04                   | 23 004                  | 9,96                    | 196 293                      | 87,51                        | 28 023                       | 12,49                        | 5 347            | 244 052    | 388 203            | 62,87         |
| Krabi                  | 161 520                 | 83,99                   | 30 787                  | 16,01                   | 5 086                        | 205 052                      | 330 771                      | 61,99                        | 5 086            | 205 052    | 330 771            | 61,99         |
| Nakhon Sri Thammarat   | 559 689                 | 88,05                   | 75 927                  | 11,95                   | 526 123                      | 85,93                        | 86 158                       | 14,07                        | 17 192           | 677 488    | 1 181 793          | 57,33         |
| Narathiwat             | 109 348                 | 36,04                   | 194 020                 | 63,96                   | 103 969                      | 35,38                        | 189 858                      | 64,62                        | 24 324           | 342 255    | 517 803            | 66,10         |
| Pattani                | 89 952                  | 35,02                   | 166 900                 | 64,98                   | 85 976                       | 34,33                        | 164 449                      | 65,67                        | 21 654           | 291 370    | 468 173            | 62,24         |
| Phang Nga              | 97 952                  | 84,23                   | 18 344                  | 15,77                   | 91 886                       | 81,43                        | 20 952                       | 18,57                        | 3 280            | 123 981    | 197 709            | 62,71         |
| Phatthalung            | 213 900                 | 84,55                   | 39 087                  | 15,45                   | 199 195                      | 81,38                        | 45 591                       | 18,62                        | 5 794            | 269 040    | 404 111            | 66,58         |
| Phuket                 | 125 643                 | 88,03                   | 17 081                  | 11,97                   | 118 969                      | 85,59                        | 20 022                       | 14,41                        | 3 181            | 150 326    | 274 407            | 54,78         |
| Ranong                 | 64 234                  | 87,10                   | 9 512                   | 12,90                   | 59 358                       | 84,19                        | 11 145                       | 15,81                        | 2 242            | 78 856     | 131 375            | 60,02         |
| Satun                  | 91 835                  | 70,20                   | 38 986                  | 29,80                   | 84 237                       | 67,17                        | 41 174                       | 32,83                        | 4 472            | 141 735    | 224 010            | 63,27         |
| Songkhla               | 506 752                 | 82,26                   | 109 283                 | 17,74                   | 475 959                      | 80,26                        | 117 052                      | 19,74                        | 17 209           | 656 640    | 1 038 904          | 63,21         |
| Surat Thani            | 377 628                 | 87,29                   | 54 980                  | 12,71                   | 352 558                      | 84,22                        | 66 048                       | 15,78                        | 10 593           | 457 921    | 782 820            | 58,50         |
| Trang                  | 250 644                 | 86,19                   | 40 170                  | 13,81                   | 233 949                      | 83,54                        | 46 080                       | 16,46                        | 7 351            | 310 797    | 481 819            | 64,50         |
| Yala                   | 81 759                  | 39,93                   | 122 988                 | 60,07                   | 77 963                       | 39,23                        | 120 792                      | 60,77                        | 15 025           | 229 888    | 351 135            | 65,47         |
| Tailandia del Sur      | 2 938 924               | 75,75                   | 941 049                 | 24,25                   | 2 758 160                    | 73,54                        | 992 585                      | 26,46                        | 142 750          | 4 179 401  | 6 773 033          | 61,71         |
| Chiang Mai             | 390 046                 | 45,92                   | 459 399                 | 54,08                   | 340 577                      | 42,63                        | 458 384                      | 57,37                        | 38 165           | 933 449    | 1 275 798          | 73,17         |
| Chiang Rai             | 249 684                 | 45,02                   | 304 976                 | 54,98                   | 211 333                      | 41,08                        | 303 066                      | 58,92                        | 25 524           | 618 734    | 914 756            | 67,64         |
| Lampang                | 193 758                 | 51,72                   | 180 863                 | 48,28                   | 167 969                      | 48,53                        | 178 128                      | 51,47                        | 17 663           | 417 567    | 624 436            | 66,87         |
| Lamphun                | 109 495                 | 48,08                   | 118 258                 | 51,92                   | 94 067                       | 44,87                        | 115 555                      | 55,13                        | 11 133           | 254 511    | 332 822            | 76,47         |
| Phrae                  | 102 745                 | 46,21                   | 119 594                 | 53,79                   | 87 944                       | 42,71                        | 117 973                      | 57,29                        | 8 027            | 244 567    | 374 771            | 65,26         |
| Nan                    | 122 142                 | 52,83                   | 109 057                 | 47,17                   | 104 028                      | 48,32                        | 111 282                      | 51,68                        | 9 137            | 255 344    | 385 641            | 66,21         |
| Mae Hong Son           | 69 439                  | 64,18                   | 38 757                  | 35,82                   | 59 696                       | 59,32                        | 40 939                       | 40,68                        | 5 105            | 121 282    | 163 096            | 74,36         |
| Tak                    | 160 674                 | 72,69                   | 60 377                  | 27,31                   | 142 085                      | 69,37                        | 62 732                       | 30,63                        | 3 019            | 98 585     | 169 004            | 58,33         |
| Uttaradit              | 124 356                 | 60,27                   | 81 982                  | 39,73                   | 108 946                      | 56,65                        | 83 360                       | 43,35                        | 7 051            | 225 105    | 367 752            | 61,21         |
| Phitsanulok            | 265 136                 | 68,96                   | 119 348                 | 31,04                   | 238 207                      | 65,02                        | 128 156                      | 34,98                        | 12 731           | 415 539    | 681 358            | 60,99         |
| Kamphaeng Phet         | 217 926                 | 71,84                   | 85 354                  | 28,14                   | 194 400                      | 68,24                        | 90 465                       | 31,76                        | 12 662           | 334 102    | 508 758            | 65,67         |
| Nakhon Sawan           | 289 393                 | 67,01                   | 142 471                 | 32,99                   | 258 564                      | 63,68                        | 147 482                      | 36,32                        | 16 970           | 475 347    | 836 014            | 56,86         |
| Sukhothai              | 188 608                 | 70,25                   | 79 598                  | 29,75                   | 166 417                      | 66,32                        | 84 515                       | 33,68                        | 9 719            | 294 051    | 457 837            | 64,23         |
| Phetchabun             | 286 163                 | 69,20                   | 127 342                 | 30,80                   | 252 771                      | 65,70                        | 131 981                      | 34,30                        | 16 819           | 457 013    | 740 443            | 61,72         |
| Phichit                | 141 330                 | 65,33                   | 75 000                  | 34,67                   | 124 335                      | 61,61                        | 77 490                       | 38,39                        | 7 910            | 236 738    | 429 912            | 55,07         |
| Uthai Thani            | 106 884                 | 74,74                   | 36 123                  | 25,26                   | 96 096                       | 71,32                        | 38 648                       | 28,68                        | 4 954            | 155 472    | 256 685            | 60,57         |
| Phayao                 | 109 408                 | 47,15                   | 122 649                 | 52,85                   | 93 651                       | 43,63                        | 121 001                      | 56,37                        | 9 095            | 258 004    | 394 595            | 65,38         |
| Tailandia del Norte    | 3 020 303               | 57,58                   | 2 225 285               | 42,42                   | 2 644 990                    | 54,01                        | 2 252 509                    | 45,99                        | 218 944          | 5 788 045  | 8 840 048          | 65,48         |
| Amnat Charoen          | 87 314                  | 54,69                   | 72 346                  | 45,31                   | 74 976                       | 49,88                        | 75 344                       | 50,12                        | 4 811            | 174 416    | 291 118            | 59,91         |
| Buri Ram               | 365 041                 | 60,22                   | 241 101                 | 39,78                   | 317 347                      | 56,29                        | 246 433                      | 43,71                        | 22 846           | 670 300    | 1 199 590          | 55,88         |
| Chaiyaphum             | 204 055                 | 45,63                   | 243 144                 | 54,37                   | 174 994                      | 42,29                        | 238 826                      | 57,71                        | 16 867           | 497 591    | 885 070            | 56,22         |
| Loei                   | 158 394                 | 54,19                   | 133 890                 | 45,81                   | 135 059                      | 49,91                        | 135 520                      | 50,09                        | 11 185           | 324 607    | 492 944            | 65,85         |
| Kalasin                | 180 465                 | 45,03                   | 220 317                 | 54,97                   | 152 047                      | 40,81                        | 220 501                      | 59,19                        | 12 693           | 441,164    | 771 851            | 57,16         |
| Khon Kaen              | 333 807                 | 44,91                   | 409 453                 | 55,09                   | 291 657                      | 41,74                        | 407 011                      | 58,26                        | 25 062           | 815 191    | 1 419 106          | 57,44         |
| Maha Sarakham          | 172 392                 | 42,41                   | 234 140                 | 57,59                   | 147 298                      | 38,42                        | 236 107                      | 61,58                        | 12 706           | 443 811    | 764 982            | 58,02         |
| Mukdahan               | 56 544                  | 37,99                   | 92 282                  | 62,01                   | 47 840                       | 34,63                        | 90 315                       | 65,37                        | 5 257            | 165 547    | 265 088            | 62,45         |
| Nakhon Ratchasima      | 730 985                 | 64,39                   | 404 261                 | 35,61                   | 649 052                      | 60,78                        | 418 789                      | 39,22                        | 17 192           | 677 488    | 1 181 793          | 57,33         |
| Nakhon Phanom          | 139 497                 | 47,23                   | 155 830                 | 52,77                   | 114 920                      | 41,96                        | 158 949                      | 58,04                        | 8 326            | 317 047    | 542 910            | 58,40         |
| Nongbua Lamphu         | 77 167                  | 39,75                   | 116 958                 | 60,25                   | 66 883                       | 36,70                        | 115 350                      | 63,30                        | 6 202            | 214 347    | 390 371            | 54,91         |
| Nong Khai              | 86 557                  | 44,29                   | 108 874                 | 55,71                   | 74 924                       | 40,96                        | 108 005                      | 59,04                        | 6 980            | 215 259    | 395 902            | 54,37         |
| Roi Et                 | 186 931                 | 35,98                   | 332 587                 | 64,02                   | 157 587                      | 32,12                        | 333 023                      | 67,88                        | 15 360           | 564 729    | 1 035 036          | 54,56         |
| Sakhon Nakhon          | 217 372                 | 47,89                   | 236 497                 | 52,11                   | 183 391                      | 42,74                        | 245 699                      | 57,26                        | 12 574           | 495 262    | 869 581            | 56,95         |
| Sisaket                | 244 499                 | 42,46                   | 331 314                 | 57,54                   | 205 001                      | 38,22                        | 331 359                      | 61,78                        | 23 297           | 640 666    | 1 116 545          | 57,38         |
| Surin                  | 259 668                 | 49,22                   | 267 917                 | 50,78                   | 225 364                      | 45,09                        | 274 411                      | 54,91                        | 20 197           | 580 293    | 1 055 964          | 54,95         |
| Ubon Ratchathani       | 413 901                 | 54,77                   | 341 848                 | 45,23                   | 353 493                      | 49,83                        | 355 885                      | 50,17                        | 24 980           | 832 295    | 1 399 518          | 59,47         |
| Udon Thani             | 248 092                 | 40,66                   | 362 023                 | 59,34                   | 215 084                      | 37,51                        | 358 338                      | 62,49                        | 20 414           | 669 943    | 1 202 878          | 55,70         |
| Yasothon               | 81 272                  | 36,35                   | 142 284                 | 63,65                   | 69 329                       | 32,58                        | 143 454                      | 67,42                        | 6 130            | 243 093    | 426 224            | 57,03         |
| Tailandia del Nordeste | 4 309 805               | 48,66                   | 4 547 776               | 51,34                   | 3 711 292                    | 44,68                        | 4 594 389                    | 55,32                        | 299 715          | 9 722 249  | 16 878 002         | 57,60         |
| Fuente: ECT            |                         |                         |                         |                         |                              |                              |                              |                              |                  |            |                    |               |

## Post-referéndum
La siguiente tarea del Comité de Redacción Constitucional fue elaborar leyes orgánicas que regulen el nuevo sistema político. Los militares continuaron en el poder después de la sucesión real a raíz de la muerte del rey Bhumibol Adulyadej. El proyecto constitucional se sometería a seis cambios a petición del nuevo rey, Maha Vajiralongkorn, quien amplió sus poderes, antes de ser ratificado el 6 de abril de 2017.
Se esperaba que los partidos políticos se disolvieran y reformaran, posiblemente terminando como partidos más pequeños, ya que el nuevo sistema de votación dificultó que los partidos más grandes obtuvieran una mayoría general y creó más probabilidades de que se formara un gobierno de coalición.
Las elecciones finalmente se celebraron en 2019, con el Partido Palang Pracharat, un partido pro-junta, liderando un gobierno de coalición. Prayut Chan-o-cha, primer ministro y líder del gobierno militar, fue elegido primer ministro del nuevo gobierno, y su nominación fue posible dado que la nueva constitución permitió que un no miembro del parlamento se convirtiera en primer ministro.
El nuevo gobierno estará sujeto a la supervisión del Senado no elegido, así como de otros órganos constitucionales. La acusación de corrupción a políticos también se ha vuelto más fácil. Los futuros gobiernos están obligados también a adherirse al plan de 20 años (el conocido como «plan estratégico nacional») por parte de los militares.
Se espera que los militares sigan siendo un actor importante en la política tailandesa durante muchos años.